# سینیا
سینیا (به ایتالیایی: Signa) یک منطقهٔ مسکونی در ایتالیا است که در استان فلورانس واقع شده‌است.

## خصوصیات
سینیا ۱۸٫۸ کیلومترمربع مساحت و ۱۶٬۸۰۹ نفر جمعیت دارد و ۴۶ متر بالاتر از سطح دریا واقع شده‌است.

## خواهرخوانده
شهرهای Maromme, Oberdrauburg, Longobucco و تیفاریتی خواهرخوانده‌های سینیا هستند.

## نگارخانه

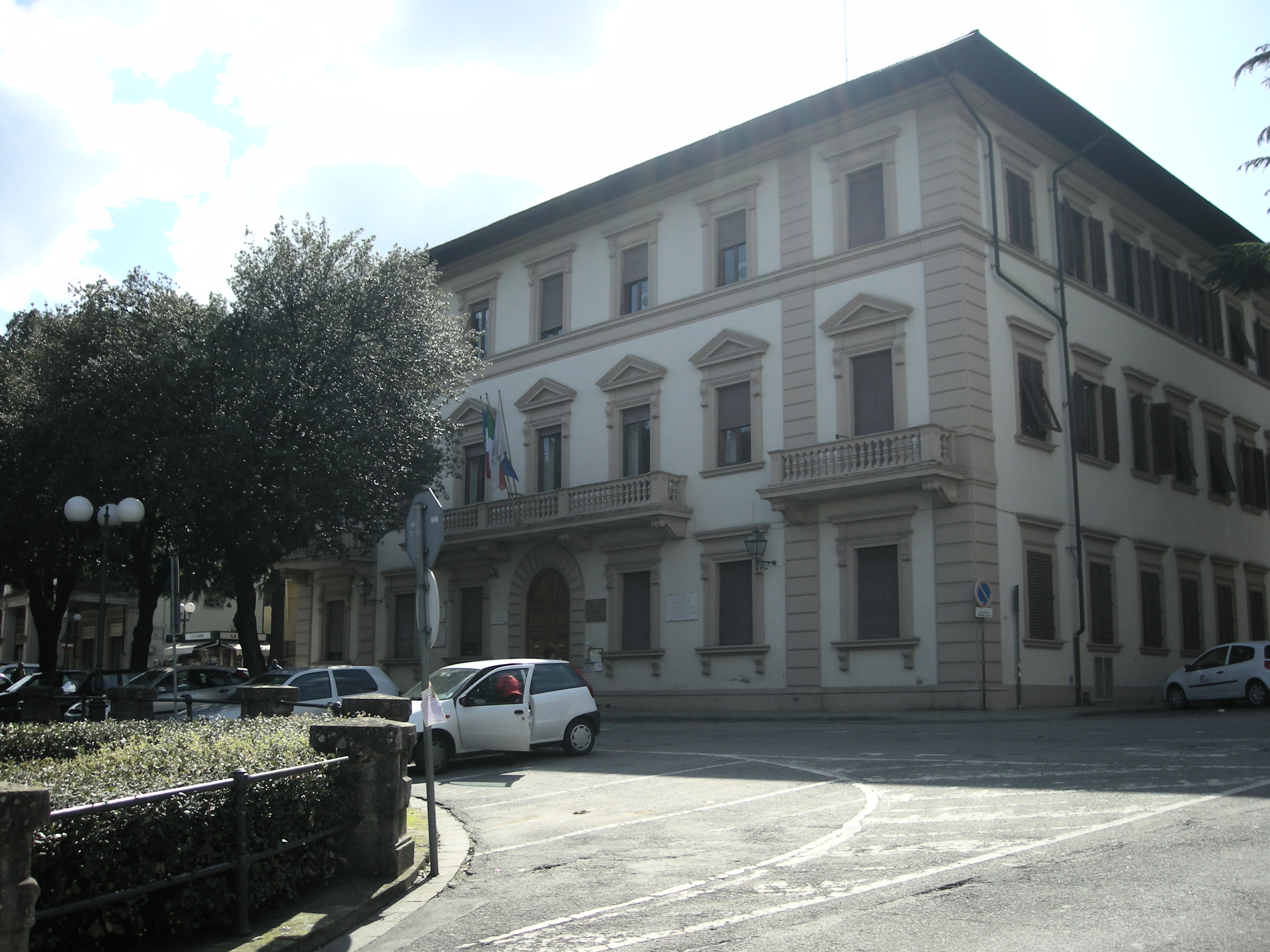
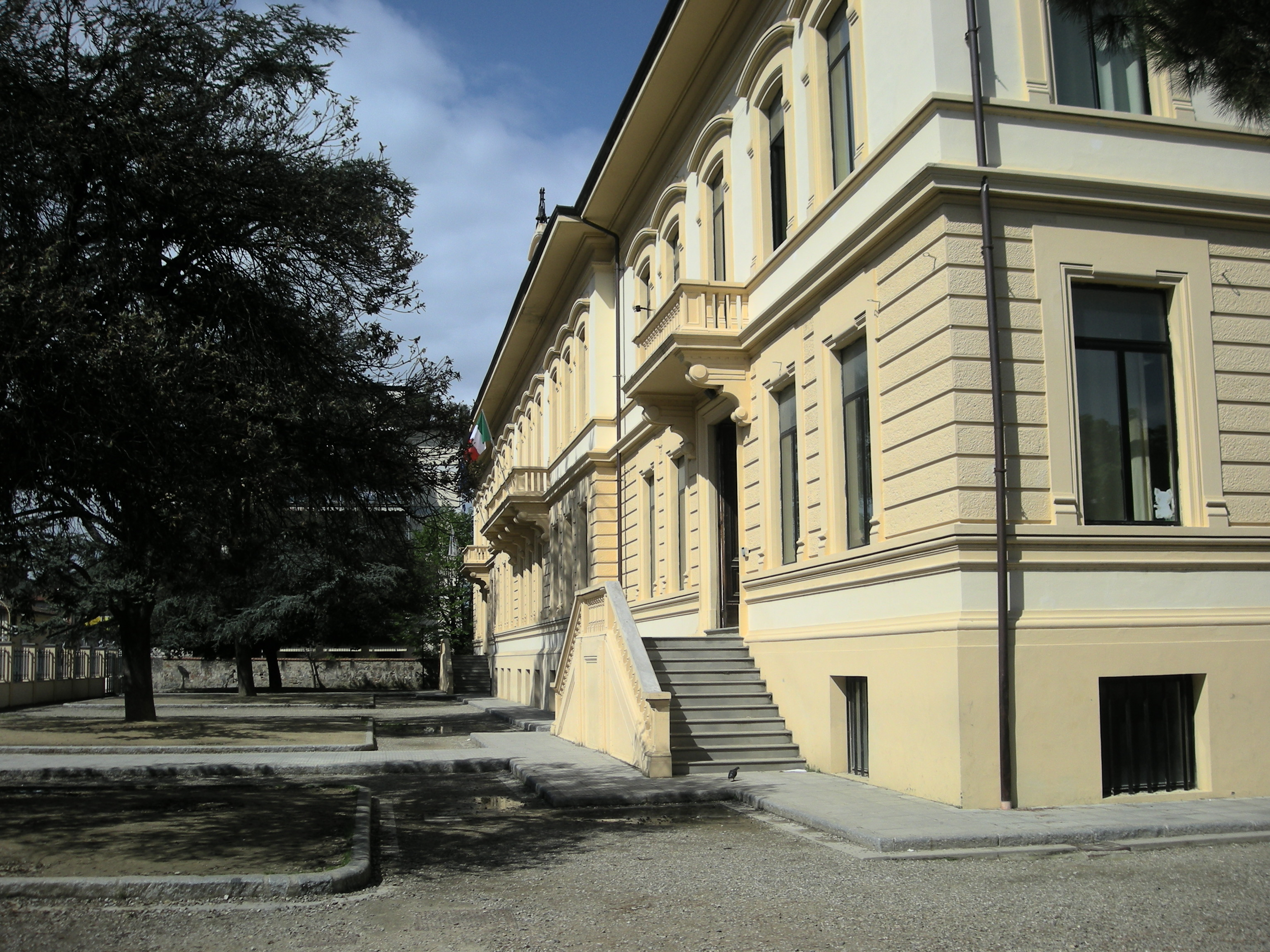
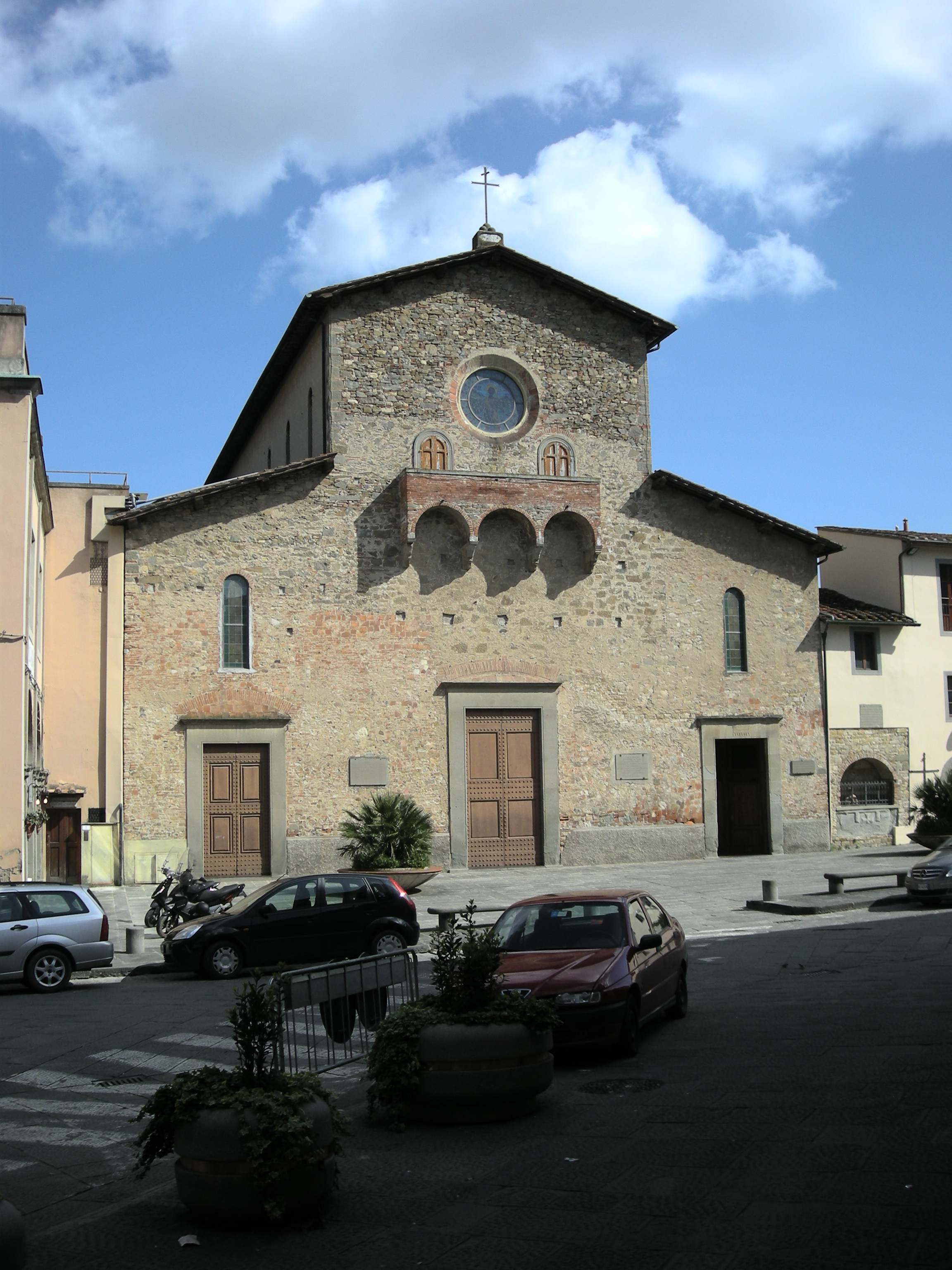
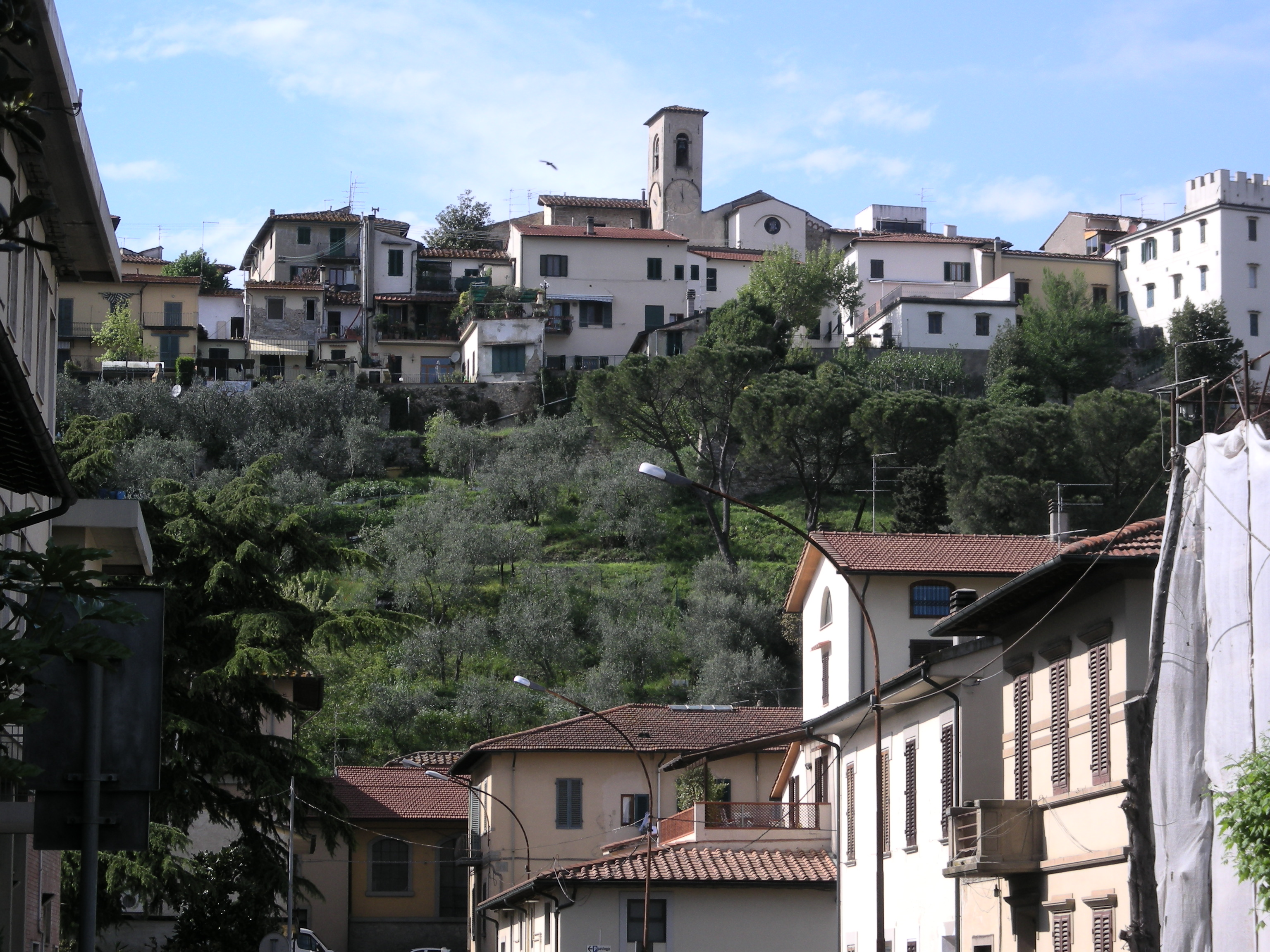
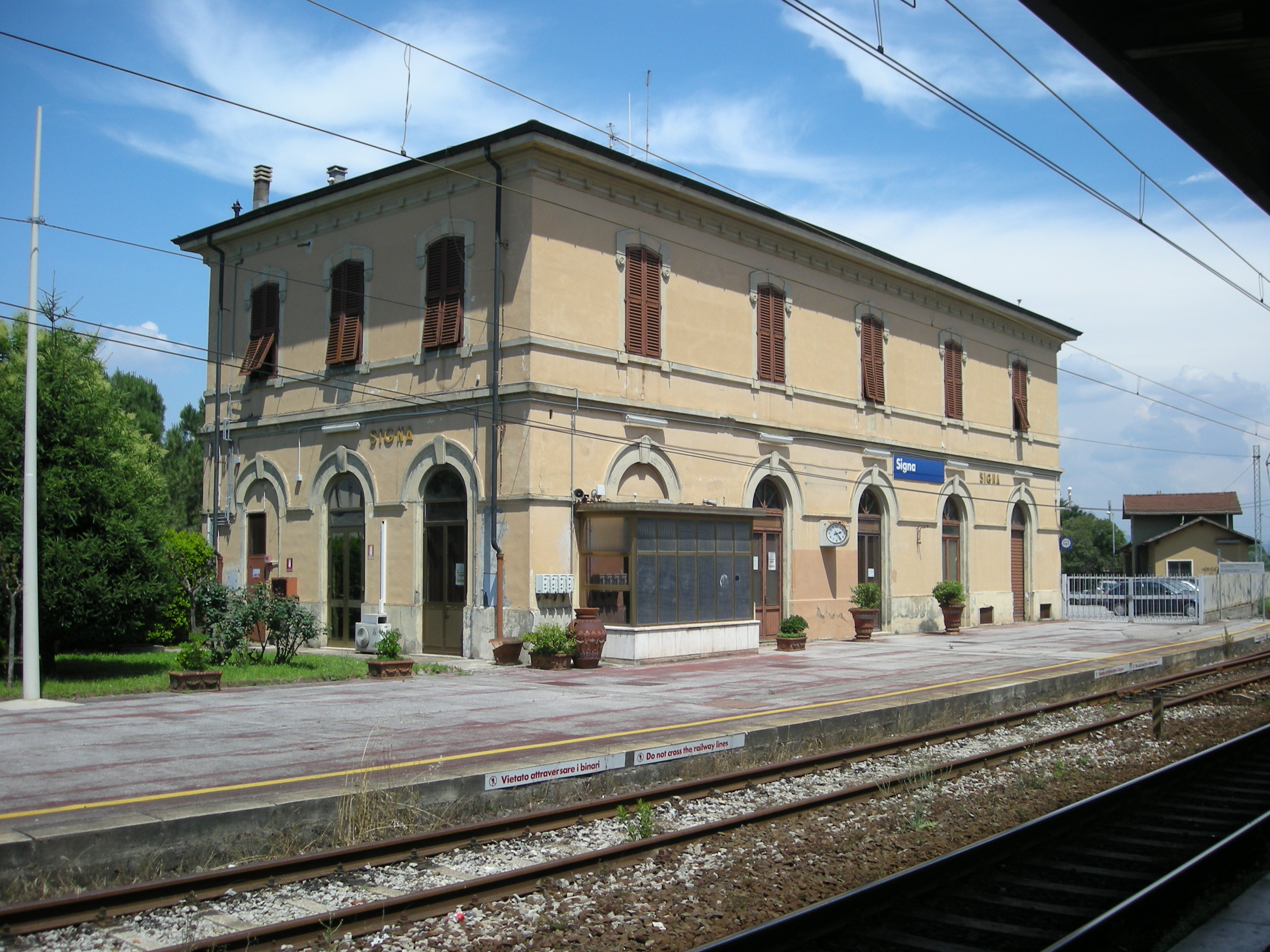
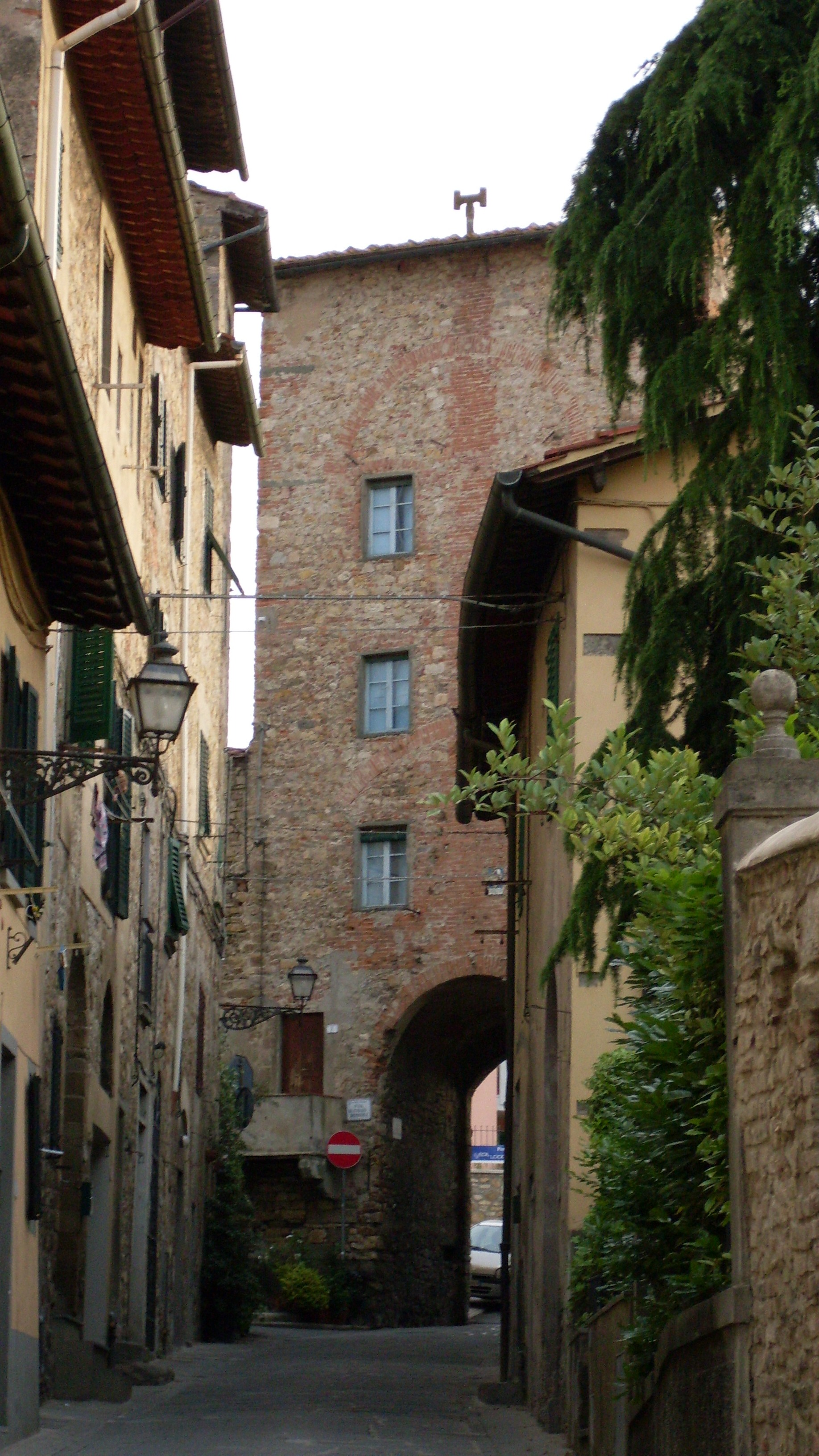
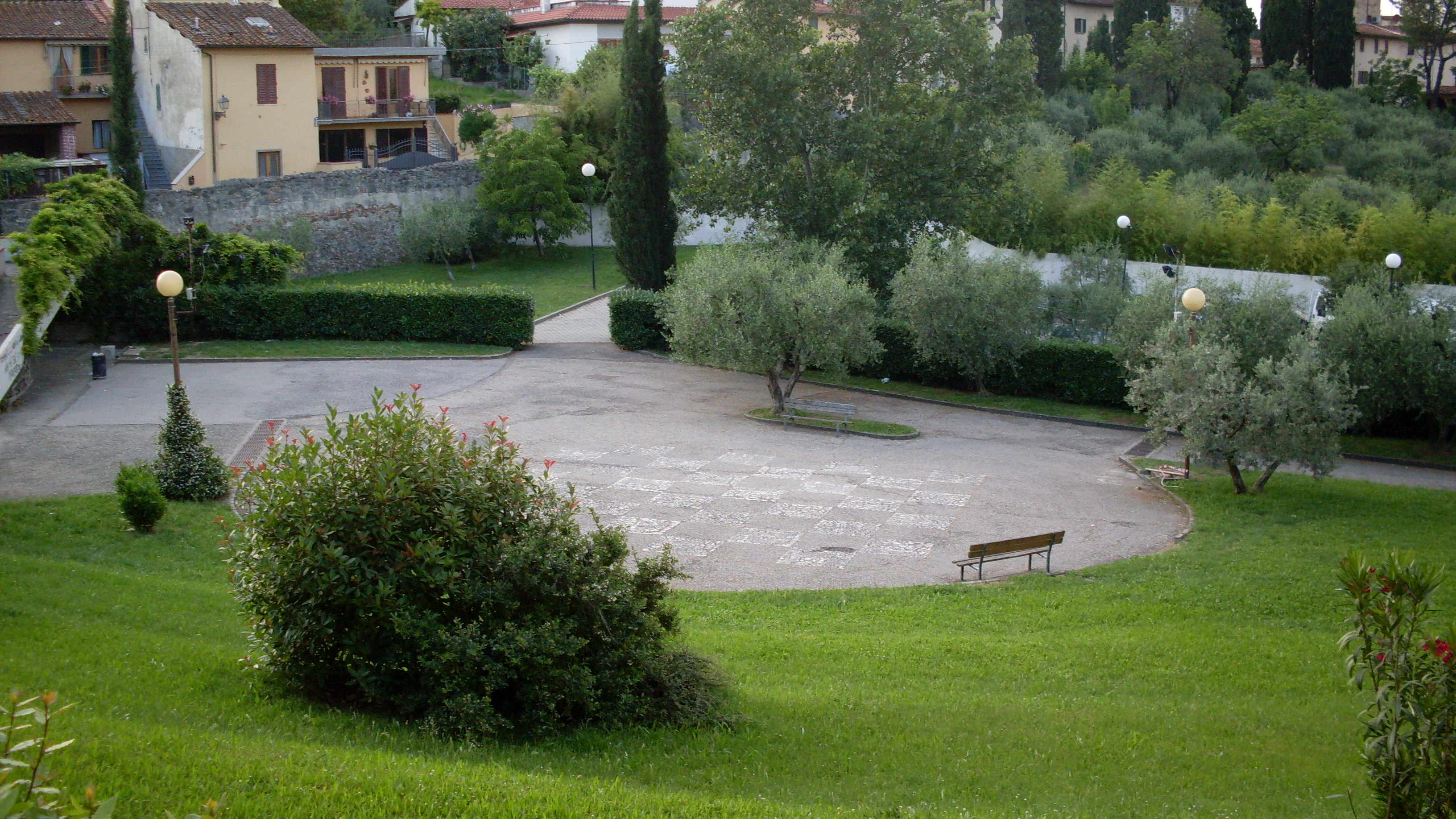
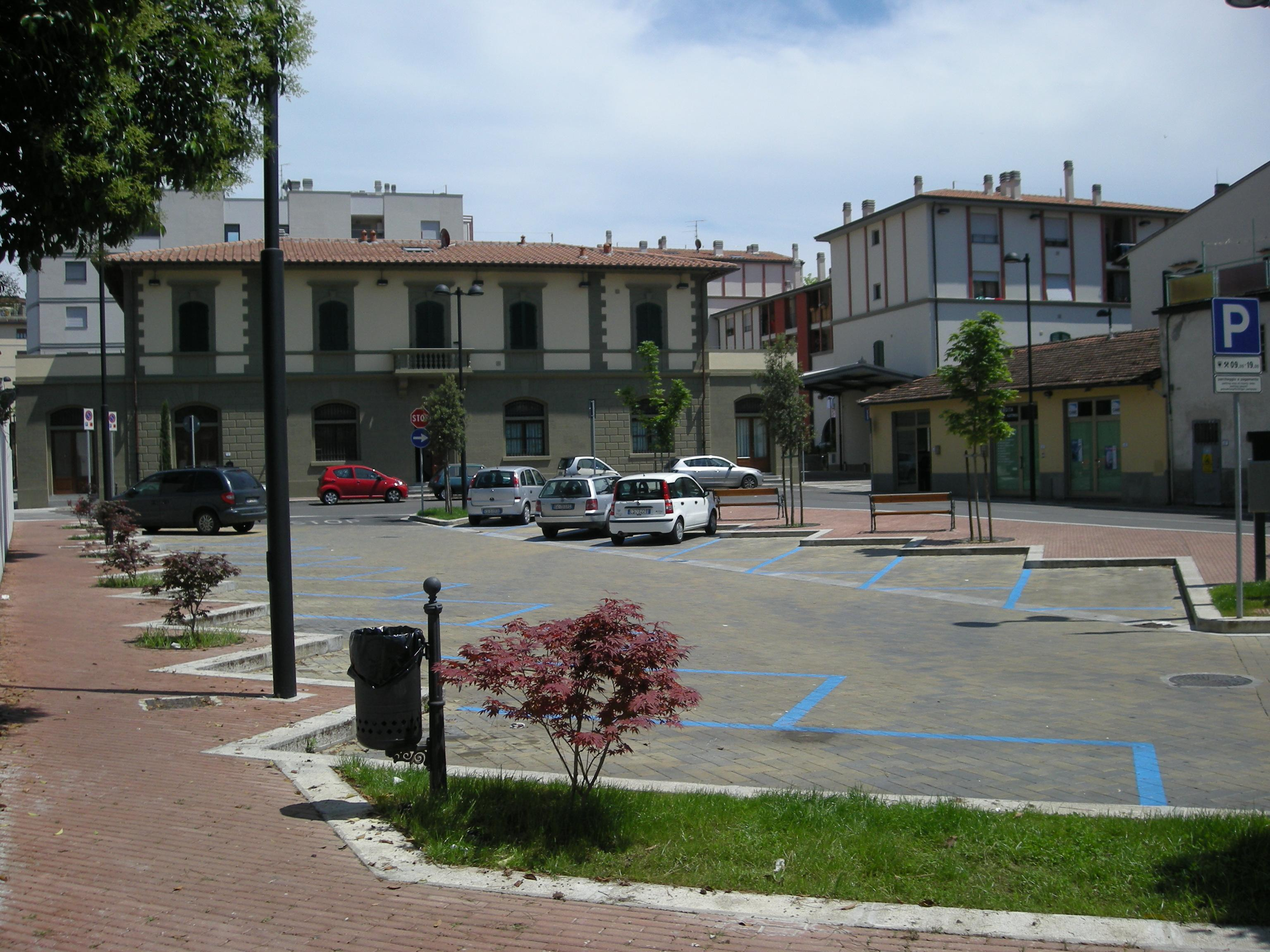